# 林肯鎮區 (堪薩斯州迪金森縣)
林肯鎮區（英語：Lincoln Township）為美國堪薩斯州迪金森縣轄下的鎮區。2010年美国人口普查中此鎮區人口有1,643人。

## 地理
林肯鎮區涵蓋總面積為94.6平方（36.54平方英里），其中陸地面積為93.2平方（35.98平方英里），水域面積為1.5平方（0.56平方英里）或1.53%。海拔高度369（1,211英尺）。

## 人口統計
根據2010年美國人口普查，林肯鎮區人口有1,643人，其中男性有834人，女性有809人，人口密度為每平方公里17.37人，住房計721戶。鎮區內的白人有1,581人，非裔美國人有10人，美洲原住民有3人，亞裔美國人有5人，太平洋島裔美國人有0人，其他種族有11人，混血種族則有33人。此外鎮區內有33人為西班牙裔或拉丁裔美國人。此鎮區之年齡中位數為40.1歲，而男性年齡中位數為39.6歲，女性年齡中位數為40.5歲。

## 交通

### 主要公路
- 70號州際公路
- 40號美國國道